# Brisinga cricophora
Brisinga cricophora is een elfarmige zeester uit de familie Brisingidae.
De wetenschappelijke naam van de soort werd in 1889 voor het eerst gepubliceerd door Percy Sladen. De beschrijving is gebaseerd op één exemplaar dat tijdens de Challenger-expeditie op 25 maart 1873 bij Saint Thomas (Amerikaanse Maagdeneilanden) werd opgedregd van een diepte van 390 vadem (713 meter).